# Naakt zittend op een sofa
Naakt zittend op een sofa (Italiaans: Nudo seduto su un divano) is een schilderij van de Italiaanse kunstschilder Amedeo Modigliani, geschilderd in 1917, olieverf op doek, 100 x 65 centimeter. In datzelfde jaar maakte het, samen met een reeks andere van zijn naakten, deel uit van een door Modigliani's kunsthandelaar georganiseerde expositie getiteld "Nu".
Het schilderij is onderdeel van een privécollectie, nadat het in 2010 voor 68,9 miljoen Amerikaanse dollar werd verkocht bij veilinghuis Sotheby's. Sotheby's noemde het werk in haar catalogus een "post-coïtale weergave". Er gaat hoe dan ook een grote zinnelijkheid uit van het schilderij. De lichamelijkheid staat centraal, maar tegelijkertijd weet Modigliani er door zijn sculpturale uitwerking iets ideëels aan mee te geven.